# BabelFish
BabelFish was een webgebaseerde toepassing, die door AltaVista is ontwikkeld en die tekst in een andere taal vertaalde door middel van computervertaling. Daarom wordt soms de woordspeling Babbelvis gebruikt. BabelFish maakte gebruik van de vertalingssoftware SYSTRAN, die op meer websites wordt gebruikt. In mei 2012 werd het vervangen door Bing Translator.

## Etymologie
De naam is afkomstig van de Babelvis, een fictief dier dat voor directe vertaling wordt gebruikt in het boek Hitchhiker's Guide to the Galaxy van Douglas Adams. De mensen en andere intelligente wezens plaatsen de vissen in een oor, waar zijn voedingsproces de geluidsgolven in hersengolven omzet, die tot onmiddellijke taalvertaling leiden.
De naam Babel komt van de Toren van Babel, die in het boek Genesis in het Oude Testament van de Bijbel voorkomt. Gebouwd door de nakomelingen van Noach, was de toren bedoeld om tot de hemel zelf te reiken, maar de Bijbel zegt dat God beducht was voor wat dit ene samenwerkende volk zou kunnen doen, en dat Hij daarom een spraakverwarring onder hen teweegbracht en hen over de aarde verspreidde.

## Software
De machinevertaling van BabelFish wordt aan gebruikers aangeboden voor kosteloze snelle informatieomzetting; een vereenvoudigde vertaling ('gisting translation'), die de gebruiker een eerste inzicht moet bieden in de vreemdtalige tekst. De vertaling is daarom verre van perfect (zie het The vodka is good but the meat is rotten-verhaal), maar kan de gebruiker wel enig inzicht bieden in waar de vreemdtalige tekst over gaat.

## Leveranciers
Na de overname van AltaVista door Yahoo! bood Yahoo! BabelFish ook aan op zijn website. In 2008 werd BabelFish naar een subdomein van de website van Yahoo! verplaatst. De vertalingsoftware is sindsdien iets veranderd. Inmiddels heeft het pakket zijn eigen domein weer terug.